# Velada (kommunhuvudort)
Velada är en kommunhuvudort i Spanien.   Den ligger i provinsen Toledo och regionen Kastilien-La Mancha, i den centrala delen av landet, 120 km väster om huvudstaden Madrid. Velada ligger 434 meter över havet och antalet invånare är 2 429.
Terrängen runt Velada är platt åt sydväst, men åt nordost är den kuperad. Runt Velada är det tätbefolkat, med 266 invånare per kvadratkilometer. Närmaste större samhälle är Talavera de la Reina, 12,5 km öster om Velada. Trakten runt Velada består i huvudsak av gräsmarker.